# Arnaud Dely
Pour les articles homonymes, voir Dely.
Ne doit pas être confondu avec Arnaud De Lie.
Arnaud Dely né le 22 janvier 1997 est un duathlète et triathlète belge. 

## Palmarès
Le tableau présente les résultats les plus significatifs (podium en élite) obtenus sur le circuit international de duathlon depuis 2018.
| Année | Compétition                                      | Pays        | Position           | Temps           |
| ----- | ------------------------------------------------ | ----------- | ------------------ | --------------- |
| 2025  | Jeux mondiaux - Individuel                       | Chine       | Médaille d'argent  | 1 h 14 min 23 s |
| 2025  | Jeux mondiaux - Relais mixte                     | Chine       | Médaille de bronze |                 |
| 2025  | Championnats du monde de duathlon                | Espagne     | Médaille d'argent  | 1 h 14 min 41 s |
| 2024  | Championnats d'Europe de duathlon                | Portugal    | Médaille d'or      | 51 min 30 s     |
| 2024  | Championnat Belgique de duathlon sprint          | Belgique    | Médaille d'or      | 56 min 29 s     |
| 2023  | Championnat Belgique de duathlon sprint          | Belgique    | Médaille d'or      | 51 min 42 s     |
| 2023  | Championnats d'Europe de duathlon                | Italie      | Médaille d'argent  | 48 min 23 s     |
| 2023  | Championnats du monde de duathlon - relais mixte | Espagne     | Médaille de bronze | 1 h 11 min 2 s  |
| 2022  | Jeux mondiaux - relais mixte duathlon            | Royaume-Uni | Médaille d'argent  | 1 h 19 min 25 s |
| 2022  | Championnats d'Europe de duathlon                | Espagne     | Médaille de bronze | 47 min 32 s4    |
| 2022  | Championnats du monde de duathlon - relais mixte | Roumanie    | Médaille d'or      | 1 h 12 min 20 s |
| 2021  | Championnats d'Europe de duathlon                | Roumanie    | Médaille de bronze | 51 min 39 s     |
| 2021  | Championnats du monde de duathlon                | Espagne     | Médaille de bronze | 1 h 45 min 53 s |
| 2018  | Championnats d'Europe de duathlon                | Espagne     | Médaille d'or      | 1 h 50 min 34 s |
| 2018  | Championnats du monde de duathlon                | Danemark    | Médaille d'or      | 1 h 37 min 59 s |